# Liepāja
Liepāja (njemački: Libau, litavski: Liepoja, poljski: Lipawa, ruski: Либава / Libava ili Лиепая / Lijepaja) grad je u zapadnoj Latviji, na obali Baltičkog mora, najznačajnija luka u Latviji. 
Prema procjeni iz 2016. godine Liepāja je imala gotovo 78.000 stanovnika što je čini trećim najvećim gradom u Latviji, a također ima i zračnu luku.

Liepāja je poznata pod imenom "grad u kojem je rođen vjetar", a pjesmu istog naziva (Pilsētā, kurā piedzimst vējš) skladao je Imants Kalniņš.

## Vanjske poveznice
Vodič: Liepāja na Wikivoyageu
- Službena web stranica